# Type 14 à 20 SNCB
Le régime Mc Intosh aux Chemins de fer de l'État belge ou époque Id s'étend de 1898 à 1910 et désigne la période durant laquelle les ingénieurs de la compagnie conçurent des machines à vapeur dérivées de la classe 721 "Dunalastair" (en) du Caledonian Railway (en) conçues par l'ingénieur John F. McIntosh (en). Deux grands types furent conçus sur cette base : le type 17 (dont dériveront les types 18,19 et 20), une machine de ligne à arrangement de route 2-2-0 et les types 14 et 15 (dont dérivera le type 16), une machine tender pour trains omnibus à disposition de roues 2-2-1. C'est également durant cette période que sont mis en service les types 30, 44 et 41. On peut la considérer comme une période de transition entre les régimes Belpaire (1864-1898) et Flamme (1905-1914).

## Caractéristiques

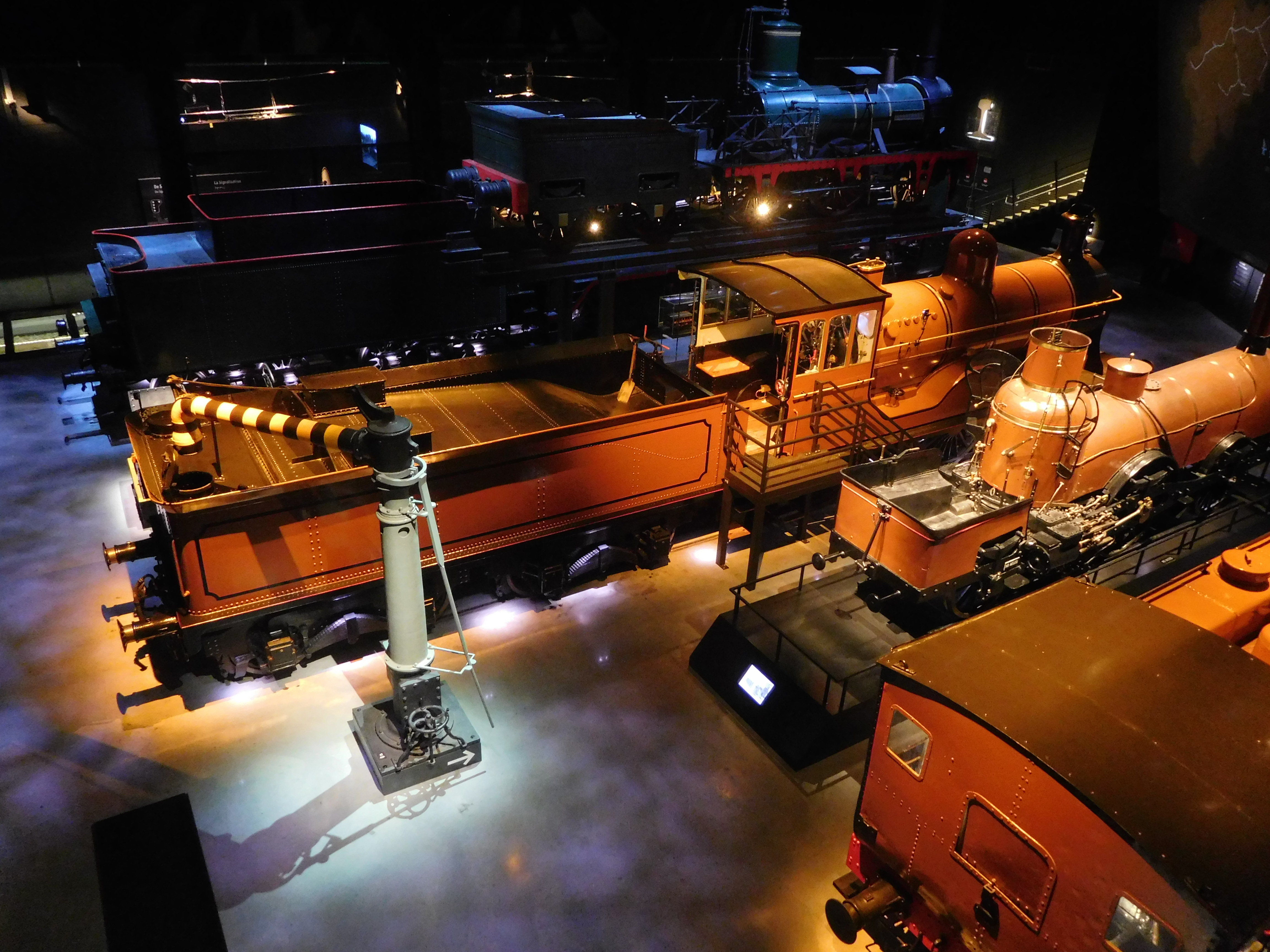
La type 18 du musée Train World.

John Farquharson McIntosh, surintendant des locomotives qui avait commencé sa carrière sur le terrain, avait conçu une puissante machine dont la renommée avait dépassé les frontières, notamment lors de l'Exposition internationale de Bruxelles de 1897[réf. nécessaire]. 
Les ingénieurs belges se rendirent en Écosse pour une visite "en situation" qui confirma cette bonne impression et la compagnie passa commande de 5 machines à l'industrie anglaise (Neilson, Reid & Compagnie à Glasgow). 
S'ensuivirent plusieurs séries implémentant des améliorations successives fabriquées par la quasi-totalité des constructeurs belges : 
- Ateliers de construction de la Biesme (Châtelet - Bouffioulx),
- Ateliers de Construction Carels frères (Gand),
- Ateliers de construction de la Meuse (Liège)
- Société anonyme John Cockerill (Liège),
- Ateliers de Construction de J.J. Gilain (Tirlemont),
- Forges Usines et Fonderies de Haine-Saint-Pierre,
- Société de Saint-Léonard (Liège),
- Ateliers du Thiriau (Manage),
- Société Anonyme la Métallurgique (Tubize)
- Ateliers Zimmerman-Hanrez (Monceau-sur-Sambre).

| Série (SNCB) | Série (initiale) | Effectif (Conservé/Total) | Construction | Retrait | Puissance | Masse  | Arrangement roues | Commentaire                                                                |
| ------------ | ---------------- | ------------------------- | ------------ | ------- | --------- | ------ | ----------------- | -------------------------------------------------------------------------- |
| Type 17      | -                | 0/90                      | 1899-1901    | 1932    | 830 CV    | 52,5t  | 2-2-0+T / ooOO+T  | design Dunalastair III, roues de 1,98m tender de 18 m³                     |
| Type 18      | -                | 1/128                     | 1902-1905    | 1949    | 880 CV    | 53,35t | 2-2-0+T / ooOO+T  | version plus puissante du type 17. la 18.051 est préservée                 |
| Type 19      | Type 18S         | 0/6                       | 1905         | 1949    | 1100 CV   | 57,8t  | 2-2-0+T / ooOO+T  | type 18 équipée de surchauffeur                                            |
| Type 20      | Type 18bis       | 0/15                      | 1908         | 1948    | 1150 CV   | 60,0t  | 2-2-0+T / ooOO+T  | version plus puissante du type 19 avec bogie Flamme                        |
| Type 14      | Type 15          | 0/73                      | 1900-1901    | 1948    | 830 CV    | 62,0t  | 2-2-1t / ooOOot   | inspirées des Dunalastair III avec soute à eau et à charbon. foyer profond |
| Type 15      | -                | 0/49                      | 1900-1908    | 1959    | 880 CV    | 64,0t  | 2-2-1t / ooOOot   | proche du type 14, mais foyer mi-profond et empattement agrandi            |
| Type 16      | Type 15S         | 1/78                      | 1905-1913    | 1964    | 980 CV    | 69,4t  | 2-2-1t / ooOOot   | type 15 à surchauffeur et bogie freiné. La 16.042 est préservée            |

## Locomotives préservées
- La 16.042 est conservée par la SNCB et exposée au musée du CFV3V. Elle n'est pas en état de marche.
- La 18.051, construite par la Société de Saint-Léonard en 1905, est conservée par la SNCB et exposée au musée Train World avec le tender à bogies de la 18.020 (locomotive de la première tranche construite en 1902). Elle a été repeinte en livrée "chocolat" (marron) pour l'occasion. Précédemment, elle était peinte en couleur lavande (depuis la fin des années '70), évoquant l'apparence des locomotives Dunalastair des Caledonian Railways dont elle dérive[1]. Bien qu’elle soit hors-service, elle était habituellement exposée en tête des voitures préservées du train royal de Léopold II.
- Deux autres machines représentatives de la période Mac Intosh mais appartenant à une famille différente ont également été conservées : la 44.225 et la 41.195. Elles descendent du type 30, un autre modèle d'inspiration « Caledonian ».

## Anecdotes
- Les cinq premières locomotives type 17, commandées outre-manche, furent peintes dans une livrée bleue, quasi identique à celle des locomotives du Caledonian ; elles auraient conservé cette livrée spéciale jusqu'en 1914.
- Le plafond décoré de la salle des pas perdus de la gare de Gand-Saint-Pierre possède en son centre un oculus octogonal orné de huit locomotives fortement inspirées par le type 17.